# Saoud l'Oranais
Saoud l'Oranais (25 novembre 1886, Oran, Algerie - 23 mars 1943, Camp de Sobibor), de son vrai nom Messaoud El Médioni, est un violoniste, compositeur et chanteur juif séfarade d'Algérie, maître de la chanson arabo-andalouse algérienne, qui excelle dans le style hawzi à Oran.
Il également tristement connu pour avoir été le seul artiste algérien à périr pendant l'holocauste

## Biographie
Victor Émile El Médioni naît à Oran le 25 novembre 1886, devenu Messaoud El Médioni par jugement du tribunal le 29 octobre 1912, fils de Chemoul El Médioni, cigarier à Oran, et de Dona Ben Saïd,. C'est l'oncle du pianiste interprète de musique andalouse raï, Maurice El Médioni.
Le 27 décembre 1905, à Oran, il épouse Julia Ben Soussan.
En 1907, il effectue son service militaire au 2e Zouaves et est mis en disponibilité en 1909, il exerce, à cette période, la profession de cordonnier. En 1911, il est domicilié à Oran. Il est mobilisé, en août 1914, pour la Première Guerre mondiale, affecté au 4e groupe de campagne d'Afrique de Casablanca et démobilisé en 1919. il habite successivement, en 1917 à Casablanca, en 1924, rue Léoben à Oran, où il est musicien.
Il accueille dans son café musical à Oran (rue de la révolution) Sultana Daoud, l'initie à l'éveil de la musique arabo-andalouse et la surnomme « Reinette »,.
En 1931, il prend également dans son orchestre un jeune garçon de dix ans qu'il a découvert à Alger, Lili Boniche, afin de le former au répertoire hawzi (musique et chanson). Le 29 octobre 1933, il inaugure son école de musique traditionnelle Algérienne La Mouloudia.
En 1938, il est domicilié à Paris, au no 12 de la cité Bergère.
Saoud est arrêté par les Allemands à Marseille, lors d'une rafle, le 22 janvier 1943,. Il est déporté par le convoi no 52, en date du 23 mars 1943, du camp de Drancy vers le camp de Sobibor, où il meurt probablement à son arrivée ,. Son fils Joseph, né le 10 janvier 1930 à Oran est déporté par le convoi no 13, en date du 31 juillet 1942, du camp de Pithiviers vers Auschwitz où il meurt à l'âge de treize ans.